# Zalaegerszegi TE
Zalaegerszegi Torna Egylet mađarski je nogometni klub iz Jegerseka. Trenutačno se natječe u ligi Nemzeti Bajnokság I. Svoje domaće utakmice igra na ZTE Areni.

## Klupski uspjesi
Nemzeti Bajnokság I
- Prvak: 2001./02.

Nemzeti Bajnokság II
- Prvak: 2018./19.

Magyar Kupa
- Osvajač: 2022./23.
- Finalist: 2009./10.

Szuperkupa
- Finalist: 2002.

## Vanjske poveznice
- Službena web-stranica kluba